# Virus mortal (miniserial din 1994)
Virus mortal (1994, The Stand) este un film de groază științifico-fantastic în patru părți bazat pe romanul The Stand de Stephen King.

A fost regizat de Mick Garris. În rolurile principale interpretează actorii Gary Sinise, Miguel Ferrer, Rob Lowe, Ossie Davis, Ruby Dee, Jamey Sheridan, Laura San Giacomo, Molly Ringwald, Corin Nemec, Adam Storke, Ray Walston și Matt Frewer. A avut premiera la 8 mai 1994 pe canalul de televiziune ABC.

## Povestea
Într-un laborator guvernamental, o armă biologică cu gripă modificată este eliberată accidental în atmosferă, omorând instantaneu pe toată lumea din laborator, cu excepția paznicului Charles Campion și a familiei sale, care fug din bază. Cu toate acestea, Campion răspândește virusul fără să știe de-a lungul drumului pe care-l străbate. Unul dintre primele locuri infectate este o benzinărie din East Texas, unde Stu Redman (Gary Sinise) și niște prieteni s-au adunat. În timp ce alți oameni se îmbolnăvesc, în mod misterios Stu rămâne sănătos și este închis într-o clădire a CDC, pentru a se descoperi un vaccin împotriva virusului. Acest lucru se dovedește inutil și supergripa omoară peste 99% din populația lumii. 
După ce infecția a lăsat în urma ei doar cadavre, un grup mic de supraviețuitori se află împrăștiat de-a lungul Statelor Unite. Printre aceștia se numără vedeta rock Larry Underwood (Adam Storke), care este blocat într-un New York mort, Nick Andros (Rob Lowe), un om surd aflat în Vestul Mijlociu, Frannie Goldsmith (Molly Ringwald), un adolescent din Ogunquit, Maine, Henreid Lloyd (Miguel Ferrer) un criminal care a rămas blocat într-o celulă a închisorii și „Trashcan Man” - „Omul gunoi” (Matt Frewer), un piroman bolnav mintal. În curând, supraviețuitorii încep să aibă viziuni. Unii primesc viziuni de la Mama Abagail (Ruby Dee), o bătrână de culoare care vorbește cu Dumnezeu. În alte viziuni (sau în aceleași) apare și un demon cu aspect uman pe nume Randall Flagg, (Jamey Sheridan). Cele două tipuri de viziuni îi cheamă pe supraviețuitori să călătorească fie spre Nebraska pentru a se întâlni cu Mama Abagail fie spre Las Vegas, Nevada să se alăture lui Randall Flagg. 
În timp ce călătoria lor începe, Lloyd Henreid este eliberat din închisoare de către Randall Flagg, în schimbul promisiunii lui Lloyd că va deveni omul de încredere al lui Flagg. „Trashcan Man” distruge o serie de rezervoare de combustibil de lângă Des Moines, Iowa, în speranța că va fi primit în echipa lui Randall Flagg. Larry Underwood scapă din New York și se întâlnește cu o femeie misterioasă, Nadine Cross (Laura San Giacomo). În ciuda atracției reciproce dintre cei doi, Nadine nu poate avea o relație cu Larry, din cauza viziunilor sale cu Randall Flagg, care-i poruncește să i se alăture ca mireasa sa. În cele din urmă ea îl părăsește pe Larry de teama că vor face sex în cele din urmă și călătorește pe cont propriu. Stu scapă din clădirea CDC și se alătură în curând unui grup printre care se află profesorul pensionar Glen Bateman (Ray Walston), Frannie Goldsmith și Harold Lauder (Corin Nemec) o cunoștință a lui Frannie din orașul său natal, cu toții supraviețuitori ai supergripei. Harold devine din ce în ce mai frustrat pentru că Stu își asumă rolul de conducător și pentru că acesta are o relație romantică cu Frannie, pe care Harold o iubea. Între timp, Nick Andros, în drumul său prin Vestul Mijlociu, se întâlnește în cele din urmă cu Tom Cullen (Bill Fagerbakke), un retardat mintal dar un om foarte blând și prietenos.  

Afișul filmului

În cele din urmă, grupul lui Stu ajunge la ferma Mamei Abigail din Hemingford Home, Nebraska. Ea le spune că un mare conflict va începe și că trebuie să călătorească cu toții la Boulder, Colorado. Acolo, diferiți supraviețuitori, printre care Nick Andros, Tom Cullen și Larry Underwood, se strâng împreună pentru a forma o nouă comunitate bazată pe învățăturile morale ale Mamei Abagail. Între timp, Randall Flagg își creează propriul grup de supraviețuitori, în Las Vegas, bazat pe principii malefice (violență, exces, crimă). 
Pentru o perioadă, totul pare să decurgă bine în Boulder, Colorado, oamenii încercând să înceapă o viață nouă. Cu toate acestea, Frannie descoperă că ea este însărcinată cu copilul prietenului ei mort, lucru care îi provoacă anxietate deoarece nu este sigur dacă copilul va fi imun la supergripă. Între timp, Harold Lauder devine din ce în ce mai nemulțumit de viața sa în Boulder și începe să aibă viziuni cu Randall Flagg. El este sedus de curând de Nadine Cruce și decide să urmeze poruncile lui Flagg. În acest scop Harold construiește o bombă pe care o ascunde în interiorul clădirii din Boulder în care noul consiliu de conducere se întâlnește. Nick Andros observă bomba și încearcă s-o scoată afară pentru a salva câți mai mulți oameni, murind în timpul acestei acțiuni. Majoritatea oamenilor supraviețuiesc exploziei, deși Mama Abagail este ucisă. Înainte de a muri ea îi spune lui Stu, Larry, Glen și membrului consiliului Ralph Brentner că ei trebuie să călătorească spre Las Vegas ca să-l înfrunte pe Flagg. Tot ce știe Mama Abagail este că Dumnezeu i-a poruncit ca cei patru să se ducă și că unul va supraviețui. 
Cum iarna se apropie rapid cei patru pleacă în misiunea lor. În timp ce traversează o gaură produsă de prăbușirea unei șosele, Stu își rupe glezna și rămâne pe loc în timp ce ceilalți trei își continuă drumul. Larry, Glen și Ralph sunt în curând prinși de forțele lui Flagg. Glen este împușcat de Lloyd la ordinul lui Flagg. Larry și Ralph  sunt forțați să îndure un proces spectacol înainte de a fi executați. În timp ce ei sunt torturați, spre deliciul acoliților lui Flagg, „Trashcan Man” apare cu o bombă nucleară pe un scuter. În timp ce Flagg se transformă într-o ființă demonică, o mână spectrală (a lui Dumnezeu) apare din ceruri, detonează bomba, distruge Las Vegas-ul și-l ucidere aparent pe Flagg. Stu este salvat de Tom Cullen, care-l duce într-o cabină din apropiere pentru a se vindeca în timp ce iarna începe. Între timp în Boulder nimeni nu știe ce s-a întâmplat cu cei patru până când Tom și Stu apar în mijlocul unei furtuni orbitoare de zăpadă. Curând după ce se întâlnește cu soțul ei Stu, Frannie dă naștere unui copil sănătos, o fiica care va fi numită în memoria Mamei Abigail.

## Distribuție
- Gary Sinise este Stu Redman
- Molly Ringwald este Frannie Goldsmith
- Jamey Sheridan este Randall Flagg, demon
- Laura San Giacomo este Nadine Cross
- Ruby Dee este Mama Abagail Freemantle
- Ossie Davis este Judecător Richard Farris
- Miguel Ferrer este Lloyd Henreid
- Corin Nemec este Harold Lauder
- Matt Frewer este Trashcan Man, piroman
- Adam Storke este Larry Underwood
- Ray Walston este Glen Bateman
- Rob Lowe este Nick Andros
- Bill Fagerbakke este Tom Cullen
- Peter van Norden este Ralph Brentner
- Rick Aviles este Rat Man
- Max Wright este Dr. Herbert Denninger
- Shawnee Smith este Julie Lawry
- Cynthia Garris este Susan Stern
- Kareem Abdul-Jabbar este The Monster Shouter
- Warren Frost este Dr. George Richardson
- John Bloom este Deputy Joe-Bob
- Troy Evans este Sheriff Johnny Baker
- Stephen King este Teddy Weizak
- John Landis este Russ Dorr
- Sam Raimi este Bobby Terry
- Chuck Adamson este Barry Dorgan
- Kellie Overbey este Dayna Jurgens
- Ray McKinnon este Charlie D. Campion
- Bridgit Ryan este Lucy Swann
- David Kirk Chambers este Brad Kitchner
- Kathy Bates este Rae Flowers (necreditat)
- Ed Harris este Gen. Bill Starkey (necreditat)
- Sherman Howard este Dr. Dietz
- Ken Jenkins este Peter Goldsmith
- Richard Lineback este Poke Freeman
- Sam Anderson este Whitney Horgan
- Leo Geter este Chad Norris
- Patrick Kilpatrick este Ray Booth
- Jordan Lund este Bill Hapscomb
- Jim Haynie este ajutor de șerif Kingsolving

## Lansare
A fost lansat în premieră la televiziune:
| Partea | Titlu          | Regizor     | Scenarist    | Premiera TV |
| ------ | -------------- | ----------- | ------------ | ----------- |
| 1      | „The Plague”   | Mick Garris | Stephen King | 8 mai 1994  |
| 2      | „The Dreams”   | Mick Garris | Stephen King | 9 mai 1994  |
| 3      | „The Betrayal” | Mick Garris | Stephen King | 11 mai 1994 |
| 4      | „The Stand”    | Mick Garris | Stephen King | 12 mai 1994 |

## Coloana sonoră
1. Project Blue [1:33]
2. The Dream Begins [2:08]
3. On the Road to Kansas [3:57]
4. The Trashmen in Vegas [1:58]
5. Headin' West [1:56]
6. Larry & Nadine [2:38]
7. Mother Abigail [3:10]
8. 'Sorry Mister, I Don't Understand' [2:54]
9. Mid Country [3:22]
10. Mother Greets the Multitudes [1:25]
11. M-O-O-N... That Spells Suicide [2:12]
12. 'One Will Fall by the Way' [3:43]
13. Beginning of the End [3:22]
14. The Stand [3:46]
15. Tom & Stu Go Home [2:33]
16. 'Ain't She Beautiful' [6:00]